# マクラーレン・MP4-18
マクラーレンMP4-18 (McLaren MP4/18) はマクラーレンが2003年のF1世界選手権に向けて開発したフォーミュラ1カー。テクニカル・ディレクターはエイドリアン・ニューウェイ、デザイナーはマイク・コフラン。実戦には1度も投入されなかった。

## 概要
革新的な細長いノーズをはじめ、随所に新機軸を導入したマシンである。前年にアロウズから移籍してきたコフランの思想が、色濃く反映されている。フロントサスペンションにはツインキールを採用し、その効果を最大限に得るために気流の妨げとなるノーズを極限までコンパクト化している。またメルセデス・ベンツエンジンの排気は下方排気とされ、リアの低重心化に貢献した。

## シーズン
当初からの開発の遅れから2003年シーズンの序盤を昨年のマシンの改良形であるMP4-17Dで戦い、MP4-18はシーズン中盤より実戦投入するものとされた。
2003年5月21日にポール・リカール・サーキットにてアレクサンダー・ヴルツによってトラブルなくシェイクダウンされた。その後のテストでは不具合が多発し、FIAの義務付けるクラッシュテストも通過することが出来なかった。これらの問題はついに解決を見ず、MP4-18の投入は断念された。
しかしながらMP4-18のコンセプトは開発を続けられ、2004年のマシンであるMP4-19に受け継がれた。

## スペック

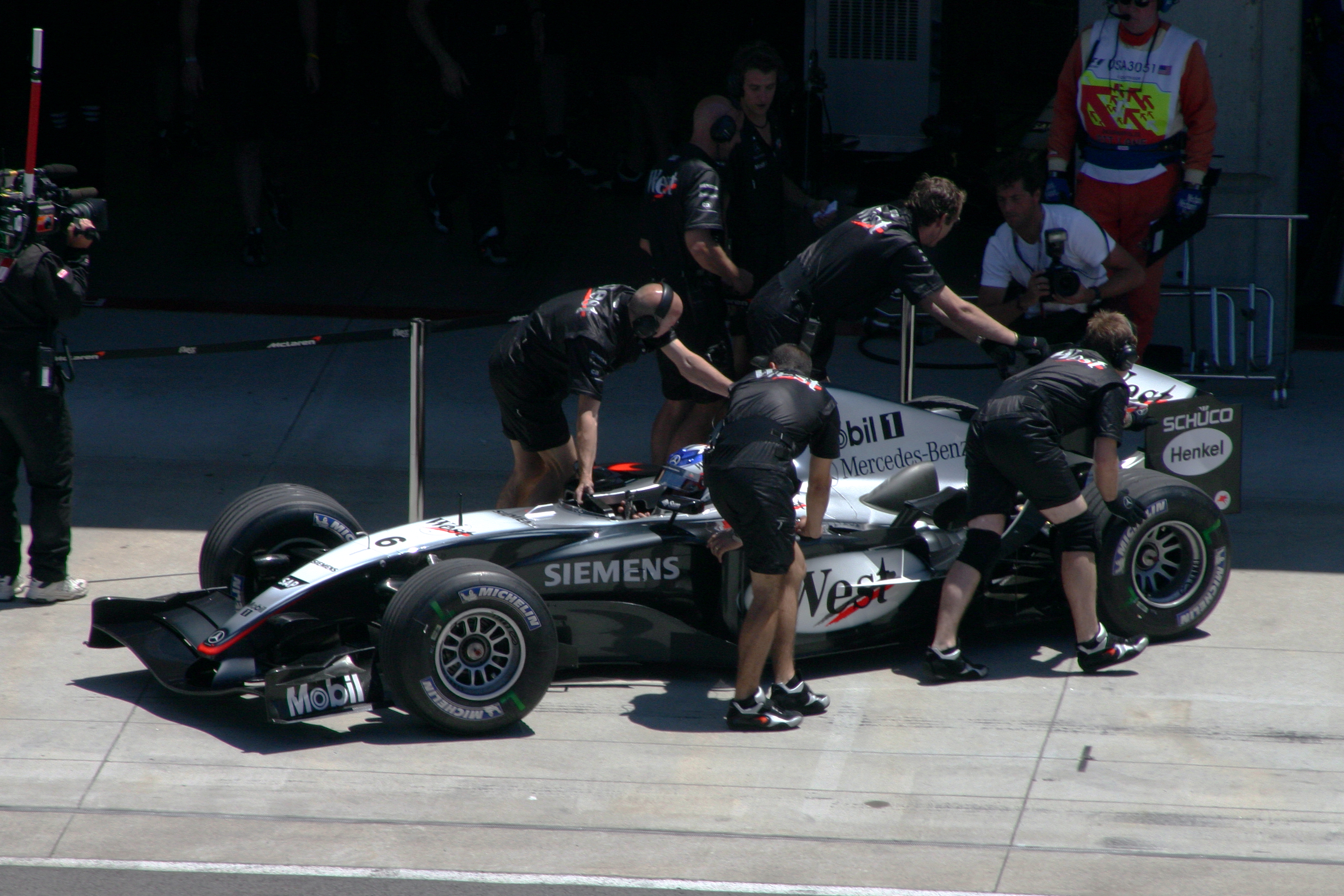
マクラーレン・MP4-19。このマシンはMP4-18を元に製作された

### シャーシ
- クラッチ AP
- ブレーキキャリパー AP
- ブレーキディスク・パッド カーボンインダストリー
- ホイール エンケイ
- タイヤ ミシュラン
- ダンパー ペンスキー・マクラーレン

### エンジン
- エンジン名 メルセデス FO110P
- 気筒数・角度 V型10気筒・90度
- 排気量 3,000cc
- スパークプラグ NGK
- 燃料・潤滑油 モービル